# ARL6
ARL6 (англ. ADP ribosylation factor like GTPase 6) – білок, який кодується однойменним геном, розташованим у людей на короткому плечі 3-ї хромосоми.  Довжина поліпептидного ланцюга білка становить 186 амінокислот, а молекулярна маса — 21 097.
| 10         |  | 20         |  | 30         |  | 40         |  | 50         |
| ---------- |  | ---------- |  | ---------- |  | ---------- |  | ---------- |
| MGLLDRLSVL |  | LGLKKKEVHV |  | LCLGLDNSGK |  | TTIINKLKPS |  | NAQSQNILPT |
| IGFSIEKFKS |  | SSLSFTVFDM |  | SGQGRYRNLW |  | EHYYKEGQAI |  | IFVIDSSDRL |
| RMVVAKEELD |  | TLLNHPDIKH |  | RRIPILFFAN |  | KMDLRDAVTS |  | VKVSQLLCLE |
| NIKDKPWHIC |  | ASDAIKGEGL |  | QEGVDWLQDQ |  | IQTVKT     |  |            |

A: Аланін

C: Цистеїн

D: Аспарагінова кислота

E: Глутамінова кислота

F: Фенілаланін

G: Гліцин

H: Гістидин

I: Ізолейцин

K: Лізин

L: Лейцин

M: Метіонін

N: Аспарагін

P: Пролін

Q: Глутамін

R: Аргінін

S: Серин

T: Треонін

V: Валін

W: Триптофан

Задіяний у таких біологічних процесах як транспорт, транспорт білків, біогенез та деградація війок, альтернативний сплайсинг. 
Білок має сайт для зв'язування з нуклеотидами, іонами металів, ГТФ, іоном магнію. 
Локалізований у клітинній мембрані, цитоплазмі, цитоскелеті, мембрані, клітинних відростках.